# GNU
GNU je računalniški operacijski sistem, ki je sestavljen izključno iz prostega programja. 
Ime GNU je tričrkovni rekurzivni akronim: GNU's Not Unix; izbrano je bilo zaradi podobnosti sistema z Unixom, vendar se od njega razlikuje po tem, da GNU vsebuje prosto programje in ne vsebuje kakršnekoli Unixove programske kode. Razvoj projekta GNU je začel ameriški programer Richard Matthew Stallman.
Projekt GNU je ime za razvoj programske opreme GNU. Osnovne komponente programske opreme so Gnu Compiler collection (gcc), GNU binary utilies (binutils), ukazna lupina bash, GNU C library (glibc) in Gnu Core utilities (coreutils).
GNU se aktivno razvija, čeprav je bilo veliko dela narejenega že pred več kot desetletjem. Uradno jedro imenovano GNU hurd je nepopolno in komponente na njem ne delujejo. Posledično večina uporabnikov uporablja alternativno jedro Linux, ki omogoča uporabo programske opreme GNU.
Splošno dovoljenje GNU je bilo razvito v projektu GNU in je v uporabi pri mnogih drugih operacijskih sistemih.